# Mies vailla menneisyyttä
Mies vailla menneisyyttä (en finès Un home sense passat) és una pel·lícula de comèdia dramàtica finlandesa dirigida el 2002 per Aki Kaurismäki com a part de la trilogia Finland amb les pel·lícules Kauas pilvet karkaavat (1996) i Laitakaupungin valot (2006).

## Sinopsi
Un home arriba amb tren a Hèlsinki i és agredit brutalment per tres individus per a robar-li. A causa dels cops rebuts, perd la memòria i, amb ella, la seva identitat. Troba l'ajuda d'un matrimoni d'escassos recursos i d'Irma, oficial de l'Exèrcit de Salvació, amb la qual acabarà tenint un idil·li. Quan es troba en un banc intentant obrir un compte, un empresari arruïnat entra per a atracar-lo. En l'interrogatori posterior, al no poder donar les dades de la seva identitat, és detingut com a sospitós d'haver col·laborat en l'atracament però un advocat al servei de l'Exèrcit de Salvació aconsegueix que li deixin en llibertat. No obstant això, la policia continua la seva recerca i aconsegueix descobrir la seva identitat: és un treballador metal·lúrgic que està casat. Visita a la seva dona, qui li comunica que estan recentment divorciats, per la qual cosa torna amb Irma per a reprendre la seva relació.

## Repartiment
| Actor                                                     | Personatge                     |
| --------------------------------------------------------- | ------------------------------ |
| Markku Peltola                                            | M                              |
| Kati Outinen                                              | Irma                           |
| Juhani Niemelä                                            | Nieminen                       |
| Kaija Pakarinen                                           | Kaisa Nieminen                 |
| Sakari Kuosmanen                                          | Anttila                        |
| Annikki Tähti                                             | Cap dels encants               |
| Anneli Sauli                                              | Propietari del bar             |
| Elina Salo                                                | Funcionari de drassanes        |
| Outi Mäenpää                                              | Empleada del banc              |
| Esko Nikkari                                              | Atracador                      |
| Matti Wuori                                               | Advocat                        |
| Aino Seppo                                                | Ex-esposa                      |
| Janne Hyytiäinen                                          | Ovaskainen                     |
| Antti Reini                                               | Electricista                   |
| Marko Haavisto Jouni Saario Jukka Teerisaari Jyrki Telilä | Banda de l'Exèrcit de Salvació |
| Risto Korhonen Panu Vauhkonen Tom Wahlroos                | Assaltants                     |

## Premis
Va guanyar el Gran Premi del Jurat i el Premi a la Millor Interpretació Femenina del 55è Festival Internacional de Cinema de Canes. Va ser també nominada a l'Óscar a la millor pel·lícula de Llengua Estrangera en 2003. També va guanyar el premi de la crítica al Festival Internacional de Cinema de Sant Sebastià 2002.